# お札と切手の博物館
お札と切手の博物館（国立印刷局博物館）は、東京都北区王子に所在する紙幣と切手関係の専門博物館である。

## 展示
1階展示室
1階展示室では、「偽造防止技術の歴史」をテーマに、偽造を防止する「印刷技術」について紹介している。
1. 原版製作
2. 製版技術（複製技術）
3. 印刷方式

の3つのセクションで構成しており、特に近代的な紙幣の偽札防止技術のシンボルとして、「チャップマン彩紋彫刻機」という現存数が少ない貴重な機械を展示している。また、紙幣の偽造防止技術体験コーナーでは、マイクロ文字や特殊発光インキの効果などを確認することが出来る。
2階展示室
2階展示室では、歴代の紙幣や切手約700点を展示し、社会背景の変化や技術の進歩によるデザインの移り変わりなどを紹介している。
また、世界の珍しい紙幣と切手、国立印刷局が製造している官報、日本国旅券、収入印紙や、紙幣の製造と深い関わりを持つ銅版画など、様々な資料を展示している。

## 沿革
- 1971年、大蔵省印刷局創立100年を記念して東京都新宿区市ヶ谷の市ヶ谷センター敷地内に開館
- 2003年4月、独立行政法人国立印刷局となり運営
- 2010年12月19日、事業仕分けにより[1]に休館
- 2011年3月、国立印刷局王子工場に隣接する王子展示室に移転

## 交通アクセス
- 京浜東北線王子駅下車（中央口）徒歩5分
- 東京メトロ南北線王子駅下車（1番出口）徒歩5分
- 都電荒川線王子駅前下車徒歩5分